# Grevenmacher (kanton)
Grevenmacher (luxemburgiska: Gréiwemaacher) är en kanton i östra Luxemburg i distriktet Grevenmacher. Huvudstaden är Grevenmacher.
Grevenmacher har en total area på 211,37 km² och år 2005 hade Grevenmacher 22 882 invånare.

## Kommuner
1. Betzdorf (2 587)
2. Biwer (1 618)
3. Flaxweiler (1 612)
4. Grevenmacher (3 966)
5. Junglinster (5 911)
6. Manternach (1 540)
7. Mertert (3 365)
8. Wormeldange (2 283)